# Сусана (фільм)
«Сусана» (ісп. Susana; також «Сусана, плоть і демон» ісп. Susana, carne y demonio) — чорно-білий кінофільм у жанрі драми режисера Луїса Бунюеля, заснований на романі Мануеля Реачі. Прем'єра відбулася 11 квітня 1951 року.

## Сюжет
Сусана, неврівноважена дівчина, знаходиться в жіночому виправному закладі строгого режиму. Якось їй вдається втекти, і вона знаходить прихисток та роботу на тихій гасієнді дона Гвадалупе, видавши себе за невинну сироту. З часом її присутність призводить до тривожного напруження серед чоловіків, — неначе одержимі сексуальністю Сусани, усі вони постають один проти одного...

## У ролях
| Актор                  | Роль                     |
| ---------------------- | ------------------------ |
| Росіта Кінтана         | Сусана                   |
| Фернандо Солер         | дон Гвадалупе            |
| Віктор Мануель Мендоса | Хесус                    |
| Матильда Палоу         | донья Кармен             |
| Марія Джентиль Аркос   | Феліса                   |
| Луїс Лопес Сомоса      | Альберто                 |
| Рафаель Ікардо         | дон Северіано, ветеринар |

## Знімальна група
- Режисер-постановник: Луїс Бунюель
- Сценаристи: Луїс Бунюель, Хайме Сальвадор
- Оператор: Хосе Ортіс Рамос
- Продюсери: Серхіо Коган, Мануель Реачі
- Художник-постановник: Гюнтер Герсо
- Композитор: Рауль Лавіста
- Звукорежисер: Антоніо Бустос
- Монтаж: Хорхе Бустос, Луїс Бунюель (немає в титрах)
- Спецефекти: Хорхе Бенавідес

## Номінації
Арієль (1952)
- Номінація на Найкращу юнацьку роль (Луїс Лопес Сомоса)